# Водоносный горизонт

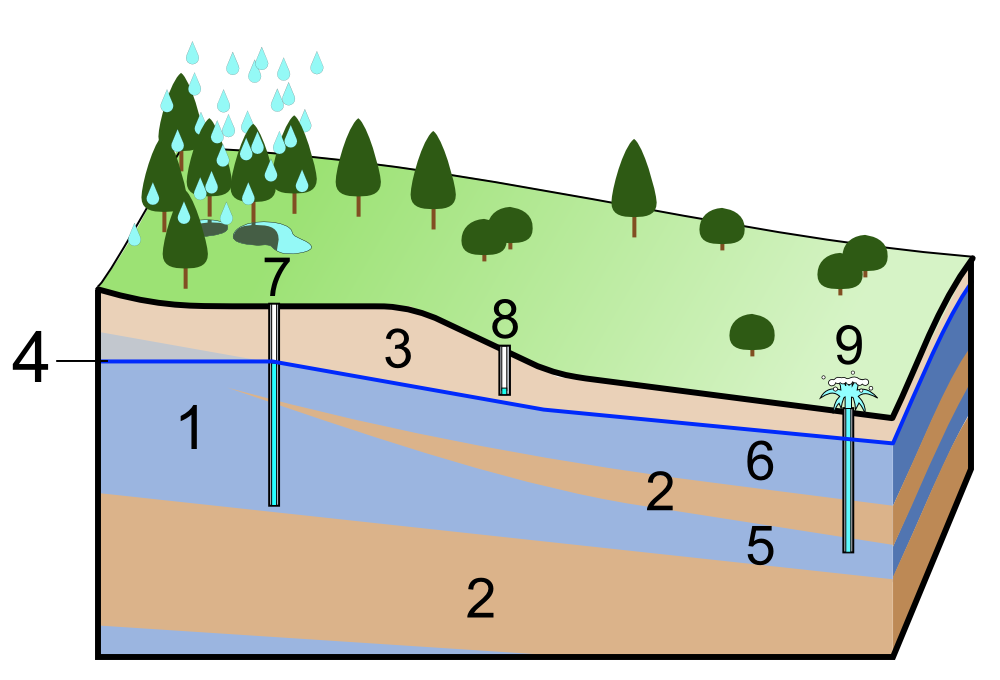
1. Водоносный горизонт 2. Полупроницаемый горизонт 3. Грунт выше уровня грунтовых вод 4. Уровень грунтовых вод 5. Замкнутый водоносный горизонт 6. Незамкнутый водоносный горизонт 7. Глубокий колодец 8. Неглубокий колодец 9. Артезианская скважина

Водоносный горизонт — осадочная горная порода, представленная одним или несколькими переслаивающимися подземными слоями горных пород с различной степенью водопроницаемости. Из подземной прослойки водонапорной проницаемой горной породы или неконсолидированных материалов (гравий, песок, ил, глина) могут быть извлечены подземные воды с помощью скважины.
Слои частично состоят из рыхлых материалов: гравия, доломита, ила, известняка, мергеля или песка. Трещины или пустоты между слоями заполнены подземными водами. Горизонт ограничен либо двумя водоупорными пластами (обычно глиной), либо водоупорным пластом и зоной аэрации.

## Основные характеристики
- Статический уровень или пьезометрический уровень в скважине, пробурённой на определённый водоносный горизонт. Измеряется в метрах от поверхности земли.
- Динамический уровень, появляющийся в том случае, когда из скважины проводится водоотбор, например, погружным насосом. Измеряется в метрах от поверхности земли.
- Забор воды из водоносного горизонта или дебит скважины измеряется в л/с, м³/ч, м³/сут, тыс. м³/год.
- Коэффициент водопроводимости измеряется в м³/сут;
- Скорость сработки статического уровня измеряется в метрах в год, показывает скорость падения уровня воды при заданном заборе воды;
- Годовая амплитуда колебания уровня воды измеряется в метрах.
- Глубина залегания подошвы слоя водоносного горизонта. Измеряется в метрах от поверхности земли.
- Глубина залегания кровли слоя водоносного горизонта. Измеряется в метрах от поверхности земли.
- Безнапорный горизонт / безнапорный пласт — пласт, в котором верхней границей служит депрессионная (свободная) поверхность, на которой гидростатическое давление равно атмосферному давлению.
- Артезианский (напорный) водоносный горизонт — горизонт, который находится в более глубоких подземных слоях.
- Водоупор — горизонт, который практически не пропускает воду. Хорошо уплотненный грунт является водоупором (самоуплотняющийся грунты с высоким содержанием мелких частиц).

## Добыча воды
Для добычи воды из водоносных слоёв бурят скважины (буровые), которые являются составной частью водозаборных сооружений.

## Поверхностные водоносные горизонты
Водоносные горизонты могут находиться на разной глубине. Те из них, что расположены ближе к поверхности, не только чаще других используются в качестве источников воды для потребления и ирригации, но и чаще пополняются дождями. Многие пустынные регионы имеют в своём составе известняковые холмы или горы, которые могут содержать грунтовые воды. Поверхностные водоносные горизонты, в которых добывается вода, имеются в отдельных частях гор Атлас в Северной Африке, на хребтах Ливан и Антиливан в Сирии, Израиле и Ливане, в части Сьерра-Невада и других горах на юго-западе США.
Чрезмерное использование может привести к снижению уровня грунтовых вод. Вдоль побережья некоторых стран, например Ливии и Израиля, рост населения и увеличившееся потребление воды привели к снижению уровня подземных вод и последующему их загрязнению солёной морской водой.

## Типы водоносных горизонтов
Геологические материалы могут быть классифицированы как сцементированные породы или неуплотнённые (свободные) отложения. Сцементированные породы могут быть образованы песчаником, сланцеватой глиной, гранитом и базальтом. Неуплотнённые породы содержат зернистые материалы как-то: песок, галечник, ил и глину. Четырьмя главными типами аквифера являются:
- аллювий (песок, галечник и ил, отложенные реками),
- пласт осадочных пород (уплотнённые отложения),
- ледниковые отложения (неуплотнённые отложения, созданные ледниками),
- вулканические метаморфические породы.

## Движение подземных вод
Подземные воды в аллювиях находятся в поровом пространстве между частицами, а в уплотнённых породах — в трещинах. Количество воды, которое может вмещать аквифер, зависит от его пористости, являющейся поровым пространством между зёрнами отложений или объёмом трещин в породе. Для движения воды в породе необходимо, чтобы поровые пространства были соединены между собой. Подземные воды движутся очень медленно внутри аквифера, и скорость движения зависит от размера пространств внутри грунта или породы, соединённости между собой этих пространств и градиента давления водной поверхности.

## Проницаемость
Крупнозернистые отложения как песок и гравий обладают более высокой пористостью, чем мелкозернистые отложения как глина и ил, и лучшей соединённостью пор. Крупнозернистые материалы более проницаемы ввиду того, что они обладают большими связанными пространствами или трещинами, позволяющими воде протекать.
В некоторых случаях поровые пространства могут быть заполнены мелкозернистыми отложениями, что уменьшает пористость и затрудняет движение воды, характеризуя аквифер слабопроницаемым. Очень важно уметь определять такие характеристики аквифера, как проницаемость для прогнозирования поведения подземных вод в аквифере.

## Проблемы использования водоносных горизонтов

### Проседание
В неконсолидированных водоносных горизонтах грунтовые воды образуются из поровых пространств между частицами гравия, песка и ила. Если водоносный горизонт ограничен слоями с низкой проницаемостью, пониженное давление воды в песке и гравии вызывает медленный дренаж воды из соседних ограничивающих слоёв. Если эти ограничивающие слои состоят из сжимаемого ила или глины, потеря воды в водоносный горизонт снижает давление воды в ограничивающем слое, заставляя его сжиматься от веса вышележащих геологических материалов. В некоторых случаях это сжатие может наблюдаться на поверхности земли в виде оседания. Большая часть оседания от добычи подземных вод является постоянной (упругий отскок невелик). Таким образом, просадка не только постоянна, но и сжатый водоносный горизонт имеет постоянно сниженную способность удерживать воду.

### Проникновение солёной воды
Водоносные горизонты вблизи побережья имеют линзу пресной воды вблизи поверхности и более плотную морскую воду под пресной водой. Морская вода проникает в водоносный горизонт, диффундирующий из океана, и является более плотной, чем пресная вода. Для пористых (то есть песчаных) водоносных горизонтов вблизи побережья толщина пресной воды поверх солёной воды составляет около 12 метров на каждые 0,3 м пресноводного напора над уровнем моря. Это соотношение называется уравнением Гибена-Герцберга. Если вблизи побережья откачивается слишком много грунтовых вод, солёная вода может проникнуть в пресноводные водоносные горизонты, что приведёт к загрязнению запасов питьевой пресной воды. Многие прибрежные водоносные горизонты, такие как водоносный горизонт Бискейн близ Майами и водоносный горизонт Прибрежной равнины Нью-Джерси, испытывают проблемы с проникновением солёной воды в результате перекачки и повышения уровня моря.

### Засоление
Водоносные горизонты в районах поверхностного орошения в полузасушливых зонах с повторным использованием неизбежных потерь оросительной воды, просачивающейся в подземные воды путём дополнительного орошения из скважин, подвергаются риску засоления.
Поверхностная оросительная вода обычно содержит соли порядка 0,5 г/л или более, а ежегодная потребность в орошении составляет порядка 10 000 м3/га или более, поэтому ежегодный импорт соли составляет порядка 5000 кг/га или более.
Под влиянием непрерывного испарения концентрация соли в воде водоносного горизонта может постоянно увеличиваться и в конечном итоге вызывать экологические проблемы.
Для контроля солёности в таком случае ежегодно определённое количество дренажной воды должно сбрасываться из водоносного горизонта с помощью подземной дренажной системы и удаляться через безопасный выпуск. Дренажная система может быть горизонтальной (то есть с использованием труб, плиточных дренажей или канав) или вертикальной (дренаж колодцами). Для оценки потребности в дренаже может быть полезным использование модели подземных вод с агрогидросолевой составляющей, например SahysMod.

### Глубина, засухи и перекачка
Исследование, проведённое в 2021 году, показало, что приблизительно из 39 миллионов исследованных подземных вод 6—20 % подвержены высокому риску пересыхания, если местный уровень подземных вод снизится на несколько метров или — как во многих районах и, возможно, более чем в половине основных водоносных горизонтов — продолжит снижаться.

## Водоносные горизонты в разных частях света

### Европа
Прибалтийский артезианский бассейн — площадь 0,462 млн км2, расположен на территории Эстонии, Латвии, Литвы, Калининградской области и частично под акваторией Балтийского моря.
Парижский артезианский бассейн — площадь 0,15 млн км2, расположен в северной части Франции.
Московский Артезианский бассейн — площадь 0,36 млн км2, расположен на территории Московской, Калининской, Владимирской, Ярославской, Смоленской, Калужской, Орловской, Тульской и Рязанской областей.

### Азия
Западно-Сибирский артезианский бассейн — крупнейший в мире артезианский бассейн площадью 3 млн км2, расположенный на территории Западно-Сибирской равнины. Бассейн включает два гидрогеологических этажа, разделённых толщей (местами более 800 м) глинистых осадков.

### Австралия
Большой Артезианский бассейн, расположенный в Австралии, один из крупнейших по величине горизонтов подземных вод в мире (более 1,7 млн км2). Он играет большую роль в водоснабжении Квинсленда и некоторых отдалённых районов Южной Австралии.

### Африка
Восточно-сахарский Артезианский бассейн (Ливийско-Египетский артезианский бассейн) — крупнейший в мире (3,49 млн км2), расположен в северо-восточной части Африки под пустыней Сахара. Включает территорию Египта, северную часть Судана, восточные районы Ливии и северо-восточные районы Чада.
Большой Сахарский Артезианский бассейн (Алжиро-Тунисский артезианский бассейн) — площадь 0,6 млн км2, расположен в основном на территории Алжира, охватывает также южную половину Туниса и частично Ливию.
Истощение водоносных горизонтов является проблемой в некоторых районах и особенно критично в Северной Африке, например, в ливийском проекте «Великая рукотворная река». Однако новые методы управления подземными водами, такие как искусственная подпитка и закачка поверхностных вод в сезонные влажные периоды, продлили срок службы многих пресноводных водоносных горизонтов, особенно в Соединённых Штатах.

### Северная Америка
Прерывистые песчаные тела в основании формации Мак-Мюррей в районе нефтеносных песков Атабаска на северо-востоке Альберты, Канада, обычно называют водоносными горизонтами Базального водного песка (BWS). Насыщенные водой, они заключены под непроницаемыми битумонасыщенными песками, которые используются для извлечения битума для производства синтетической сырой нефти. Там, где они залегают глубоко и подпитываются из нижележащих девонских формаций, они солёные, а там, где они мелководны и подпитываются поверхностными водами, они не солёные. Горизонты BWS, как правило, создают проблемы для извлечения битума, будь то при открытой добыче или с помощью методов на месте, таких как гравитационный дренаж с помощью пара, и в некоторых районах они являются мишенями для закачки сточных вод.
Водоносный горизонт Огаллала в центральной части континента является одним из крупнейших водоносных горизонтов в мире, но в некоторых местах он быстро истощается из-за растущего муниципального использования и продолжающегося сельскохозяйственного использования. Этот огромный водоносный горизонт, который лежит в основе частей восьми штатов, содержит в основном ископаемую воду со времён последнего оледенения. Ежегодная подпитка в более засушливых частях водоносного горизонта, по оценкам, составляет всего около 10 процентов от ежегодных изъятий. Согласно отчёту Геологической службы США (USGS) за 2013 год, истощение в период с 2001 по 2008 год включительно составляет около 32 процентов от совокупного истощения в течение всего XX века. В США крупнейшие потребители воды из водоносных горизонтов включают сельскохозяйственное орошение и добычу нефти и угля. «Совокупное общее истощение подземных вод в Соединённых Штатах ускорилось в конце 1940-х годов и продолжалось почти с постоянной линейной скоростью до конца века. В дополнение к широко признанным экологическим последствиям, истощение подземных вод также отрицательно влияет на долгосрочную устойчивость поставок подземных вод для удовлетворения потребностей страны в воде».
Примером значительного и устойчивого карбонатного водоносного горизонта является водоносный горизонт Эдвардса в центральном Техасе. Этот карбонатный водоносный горизонт исторически обеспечивал высококачественную воду почти для 2 миллионов человек, и даже сегодня он полон из-за огромной подпитки из ряда местных ручьёв, рек и озёр. Основным риском для этого ресурса является развитие человеческого потенциала в районах пополнения запасов.

### Южная Америка
Водоносный горизонт Гуарани, расположенный под поверхностью Аргентины, Бразилии, Парагвая и Уругвая, является одной из крупнейших в мире систем водоносных горизонтов и важным источником пресной воды. Названный в честь народа гуарани, он занимает площадь 1 200 000 км2, с объёмом около 40 000 км3, толщиной от 50 до 800 м и максимальной глубиной около 1800 м.